# Borgoñota

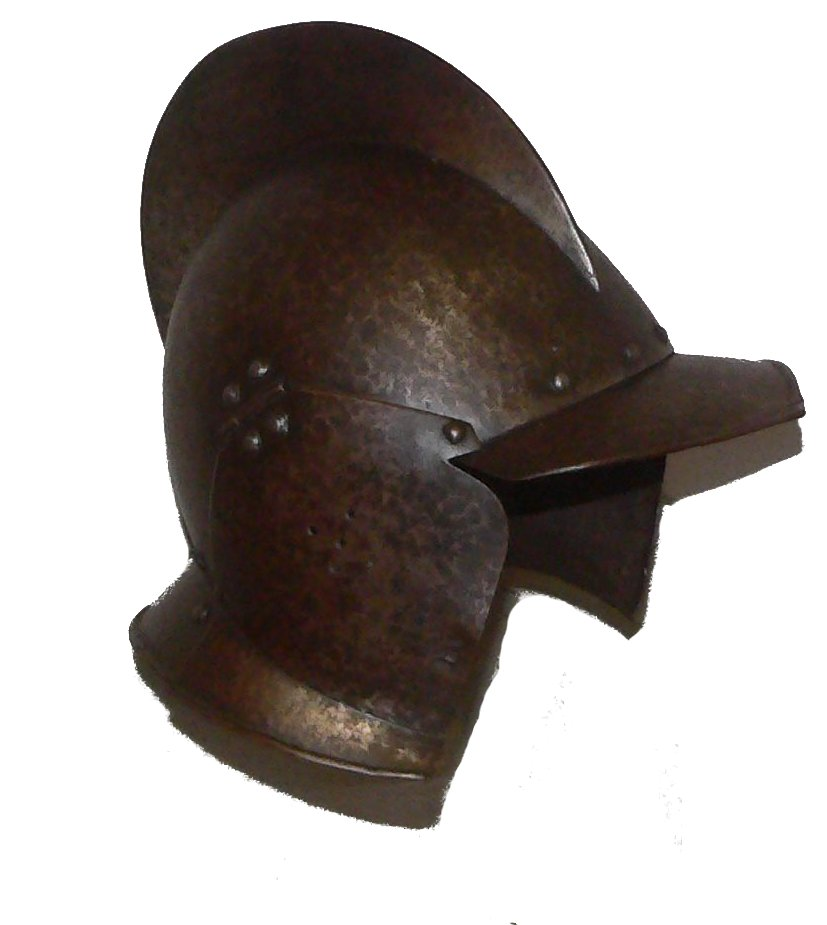
Borgoñota.

Se llama borgoñota al casco ligero sin visera movible que dejaba el rostro descubierto como algunos cascos de la antigüedad clásica de los cuales era imitación. 

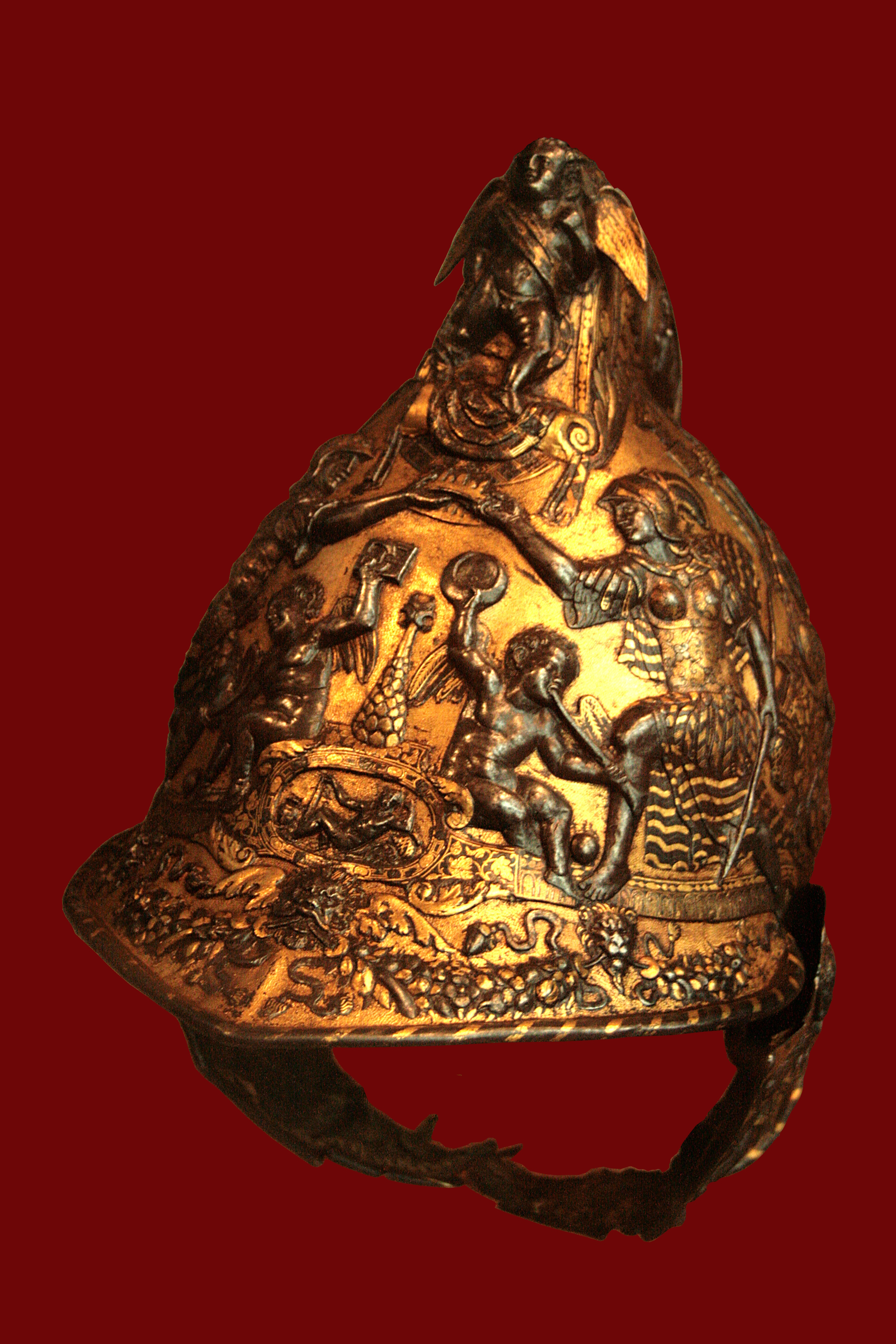
Borgoñota de Enrique II de Francia, Museo del Ejército (París).

Tenía crestón, sobrevista, guardanuca y yugulares ofreciendo una forma muy elegante. Su uso corresponde a la época del Renacimiento cuyo gusto artístico enriqueció las borgoñotas con toda suerte de primores. Se cree que traían su origen y su nombre de Borgoña. En España, se llamaron celadas borgoñonas, que posteriormente fueron sustituidas por los elegantes morriones españoles.